# Monceau-Saint-Waast
Monceau-Saint-Waast là một xã ở trong tỉnh Nord ở miền bắc nước Pháp. Xã này có diện tích 5,93 km², dân số năm 1999 là 500 người. Xã nằm ở khu vực có độ cao trung bình 153 mét trên mực nước biển.